# 白頦風鸌
白颏风鹱（学名：Procellaria aequinoctialis）为鹱科鹱属的鸟类，主要食物為磷虾和魚類，分布于南大洋，最北至澳大利亚南部、秘鲁和纳米比亚，在岛屿上集群繁殖。